# Bonnie Gadusek
Bonnie Gadusek (Pittsburgh, 11 de septiembre de 1963) es una extenista estadounidense.

## Carrera
En 1981 ganó el título en singles juveniles en el Abierto de Francia. Ella ganó los últimos 6: 7, 6: 1 y 6: 4 contra Helena Suková.
Durante su carrera en el tenis ganó cinco títulos individuales y tres dobles en el WTA Tour.

## Títulos WTA (8, 5+3)

### Individuales
| Leyenda                 |
| Grand Slam (0-0)        |
| WTA Championships (0-0) |
| Tier I (0-0)            |
| WTA Tour (5-5)          |

#### Títulos (5)
| N.º | Fecha                    | Torneo           | Superficie    | Oponente en la final | Resultado     |
| --- | ------------------------ | ---------------- | ------------- | -------------------- | ------------- |
| 1.  | 29 de enero de 1984      | Marco Island     | Tierra batida | Kathleen Horvath     | 3-6, 6-0, 6-4 |
| 2.  | 3 de febrero de 1985     | Marco Island (2) | Dura          | Pam Casale           | 6-3, 6-4      |
| 3.  | 26 de mayo de 1985       | Lugano           | Tierra batida | Manuela Maleeva      | 6-2, 6-2      |
| 4.  | 22 de septiembre de 1985 | Chicago          | Carpeta (i)   | Kathy Rinaldi        | 6-1, 6-3      |
| 5.  | 13 de octubre de 1985    | Indianápolis     | Carpeta (i)   | Pam Casale           | 6-0, 6-3      |

#### Finales (5)
| N.º | Fecha                   | Torneo             | Superficie    | Oponente en la final | Resultado          |
| --- | ----------------------- | ------------------ | ------------- | -------------------- | ------------------ |
| 1.  | 18 de julio de 1982     | Montecarlo         | Tierra batida | Virginia Ruzici      | 2–6, 6–7(5–7)      |
| 2.  | 8 de mayo de 1983       | Perugia            | Tierra batida | Andrea Temesvári     | 1-6, 0-6           |
| 3.  | 13 de noviembre de 1983 | Deerfield Beach    | Dura          | Chris Evert          | 0-6, 4-6           |
| 4.  | 18 de marzo de 1984     | Palm Beach Gardens | Tierra batida | Chris Evert          | 0-6, 1-6           |
| 5.  | 15 de diciembre de 1985 | Tokio (Pacífico)   | Carpeta (i)   | Manuela Maleeva      | 6–7(2–7), 6–3, 5–7 |

### Dobles
| Leyenda                 |
| Grand Slam (0-0)        |
| WTA Championships (0-0) |
| Tier I (0-0)            |
| WTA Tour (3-3)          |

#### Títulos (3)
| N.º | Fecha                  | Torneo          | Superficie    | Pareja          | Oponente en la final       | Resultado     |
| --- | ---------------------- | --------------- | ------------- | --------------- | -------------------------- | ------------- |
| 1.  | 7 de noviembre de 1983 | Deerfield Beach | Dura          | Wendy White     | Pam Casale Mary-Lou Piatek | 6-1, 3-6, 6-3 |
| 2.  | 20 de mayo de 1985     | Lugano          | Tierra batida | Helena Suková   | Bettina Bunge Eva Pfaff    | 6-2, 6-4      |
| 3.  | 7 de octubre de 1985   | Indianápolis    | Carpeta (i)   | Mary-Lou Piatek | Penny Barg Sandy Collins   | 6-1, 6-0      |

#### Finales (3)
| N.º | Fecha                 | Torneo       | Superficie  | Pareja           | Oponente en la final            | Resultado     |
| --- | --------------------- | ------------ | ----------- | ---------------- | ------------------------------- | ------------- |
| 1.  | 10 de octubre de 1983 | Tampa        | Dura        | Wendy White      | Martina Navratilova Pam Shriver | 0-6, 1-6      |
| 2.  | 28 de enero de 1985   | Marco Island | Dura        | Camille Benjamin | Kathy Jordan Elizabeth Smylie   | 3-6, 3-6      |
| 3.  | 24 de febrero de 1986 | Oakland      | Carpeta (i) | Helena Suková    | Hana Mandlíková Wendy Turnbull  | 6–7(5–7), 1-6 |